# ドラゴンランド
ドラゴンランド（Dragonland 1999年 - ）は、スウェーデンのパワーメタルバンド。2000年以降に現れたソナタ・アークティカとならぶ北欧の新鋭バンドの中の代表格。

## 来歴
1999年の夏に結成され、ギリシャのレーベル「ブラック・ロータス・レコード」から2作のアルバムをリリースした後、2003年に初の日本公演を行い、間もなくセンチュリー・メディア・レコードとの契約を得た。2004年の3rdアルバム『スターフォール』にてX JAPANの「Rusty Nail」をカバーし、日本語のままの歌詞に比較的忠実なアレンジ（ただしチューニングは2音下げ）で披露した。ハロウィンの「ソウル・サヴァイバー」もカバーしている。同アルバムはオリコン初登場94位。
2011年のアルバム『アンダー・ザ・グレイ・バナー』は、アンデシュ・ハマー（ベース/ナイトレイジ）とモルテン・ローヴェ・ソレンセン（ドラムス/アマランス他）が新たに加入し、旧ドラマーのイェッセ・リンドスコグがセカンド・ギタリストに転向した編成で制作された。

## メンバー

### 現メンバー
- Vocal: ヨナス・ハイジャート (Jonas Heidgert)
- Guitar: オロフ・モルク (Olof Mörck)
- Guitar: イェッセ・リンドスコグ (Jesse Lindskog)
- Bass: アンデシュ・ハマー (Anders Hammer)
- Keyboard: エリアス・ホルムリッド (Elias Holmlid)
- Drums: モルテン・ローヴェ・ソレンセン (Morten Løwe Sørensen)

### 旧メンバー
- Guitar: ニクラス・マグナソン (Nicklas Magnusson)
- Guitar: ダニエル・クヴィスト (Daniel Kvist)
- Bass: クリステル・ペーデシェン (Christer Pedersen)
- Drums: マグナス・オリン (Magnus Olin)
- Drums: ローベルト・ヴィルステッド (Robert Willstedt)

## ディスコグラフィー
- 2000年 ストーミング・アクロス・ヘヴン (Storming Across Heaven) (デモ)
- 2001年 ザ・バトル・オブ・ジ・アイヴォリー・プレインズ (The Battle of the Ivory Plains)
- 2002年 ホーリー・ウォー (Holy War)
- 2004年 スターフォール (Starfall)
- 2006年 アストロノミー (Astronomy)
- 2011年 アンダー・ザ・グレイ・バナー (Under the Grey Banner)
- 2022年 THE POWER OF THE NIGHTSTAR

## 日本公演
- 2003年
- 2018年 EVOKEN FEST

## 関連バンド
- Nightrage / Olof Mörck, Anders Hammer
- Prophanity / Nicklas Magnusson
- Nostradameus / Jesse Lindskog
- Skylark / MELODIC METAL FESTIVAL IN JAPANにて共演
- Dungeon / MELODIC METAL FESTIVAL IN JAPANにて共演